# 靛喉寶石蜂鳥
，是雨燕目蜂鸟科的一种鸟类。
紫喉宝石蜂鸟体重约5.08克，翼长约62.6毫米，嘴峰长约23.5毫米，喙宽度约2.1毫米，喙厚度约2.5毫米，跗蹠长约5.8毫米，尾长约36.4毫米。紫喉宝石蜂鸟在其分布区内为留鸟，其栖息在密集的高大树木组成的森林中，食性为草食性，主要食物来源是植物的花蜜。

## 亚种
- ：分布于尼加拉瓜和哥斯达黎加西北部的山区。
- ：分布于哥斯达黎加和巴拿马中西部地区的山区。
- ：分布于哥斯达黎加极南部和巴拿马西部的太平洋沿岸地区。[4]